# Личный Труд
Личный Труд — хутор в Красносулинском районе Ростовской области.
Входит в состав Киселевского сельского поселения.

## География
Хутор Личный Труд расположен в верховьях реки Большой Несветай примерно в 7 км к северо-западу от центра города Новошахтинска.

### Улицы
- ул. Комсомольская,
- ул. Набережная.

## Население
| 2010 |
| ---- |
| 24   |

По данным 2006 года, население хутора составляло 55 человек, было 40 личных подворий.
По данным Всероссийской переписи населения 2010 года, на хуторе проживало 24 человека (12 мужчин и 12 женщин).